# MDA-19
MDA-19（也称为BZO-HEXOXIZID）是一种含氮有机化合物，化学式C
21H
23N
3O
2，可作为大麻素受体CB2的强效选择性激动剂。